# كين ساتكليف
كين ساتكليف (بالإنجليزية: Ken Sutcliffe)‏ هو مقدم تلفزيوني أسترالي، ولد في 15 نوفمبر 1947.